# 풍암초등학교
풍암초등학교는 대한민국 광주광역시 서구 풍암동에 있는 초등학교이다.

## 학교 연혁
- 1999년 2월 28일 운리초등학교 설립 인가
- 1999년 3월 22일 초등학교 12학급, 병설유치원 1학급으로 개교
- 2000년 3월 1일 금당초등학교 분리
- 2001년 3월 1일 신암초등학교 분리
- 2001년 3월 1일 운리초등학교에서 풍암초등학교로 교명 변경
- 2003년 3월 1일 운리초등학교 분리
- 2020년 1월 9일 제 21회 졸업생 140명(남 73명, 여 67명), 총 졸업생 수 4794명
- 2020년 3월 1일 34학급 편성(특수학급 1학급 포함)
- 2020년 3월 1일 유네스코 선도학교로 선정
- 2021년 1월 11일 제 22회 졸업생 140명(남 70, 여 66), 총 졸업생 수 4930명
- 2021년 3월 1일 33학급 편성(특수학급 1학급 포함)
- 2021년 3월 1일 신수강 교장선생님 부임
- 2022년 12월 30일 제 23회 졸업생 100명 내지 130명
- 2023년 3월 1일 28학급 편성(특수학급 1학급 포함)

## 학교 상징
- 교화 - 철쭉 : 사랑, 정열, 끈기
- 교목 - 단풍나무 : 추억, 아름다운 변화
- 교색 - 녹색 : 친절, 침착, 평온

## 참고 자료
- 풍암초등학교 - 한국교육학술정보원 학교알리미